# 澤井晋介
澤井 晋介（さわい しんすけ、1984年9月14日 - ）は日本の俳優。

## 人物・来歴
- 兵庫県出身。身長179cm。
- 文学座付属演劇研究所卒業、スクーリングパッド俳優科5期卒業。
- 以前は月の石に所属。
- 特技は、殺陣と野球。

## 出演作

### 映画
- 「青すぎたギルティ」平波亘監督
- 「素面」長谷川聡監督
- 「大鹿村騒動記」阪本順治監督
- 「極道めし」前田哲監督

### TV
- NHK 太宰治短編小説集「駆込み訴え」西川美和監督
- テレビ東京 「鈴木先生」橋本光二郎監督

### 舞台
- 「人魚伝説」高橋正徳演出
- 「家を出た」鵜沢秀行演出
- 「友達」高橋正徳演出
- 「風邪の冷たき櫻かな」成井市郎演出
- 「三人姉妹」松本佑子演出
- 「なぜか青春時代」小林勝也演出